# Рійзіпере
Рі́йзіпере (ест. Riisipere alevik) — селище в Естонії, у волості Сауе повіту Гар'юмаа.

## Населення
Чисельність населення на 31 грудня 2011 року становила 885 осіб.

## Історія
З 21 травня 1992 до 24 жовтня 2017 року селище входило до складу волості Ніссі й було її адміністративним центром.

## Пам'ятки
- Лютеранська кірха святої Марії (Nissi Maarja kirik), пам'ятка архітектури XIX століття.[2]
- Пам'ятник героям війни за незалежність Естонії (Vabadussõja mälestussammas), історична пам'ятка.[3]

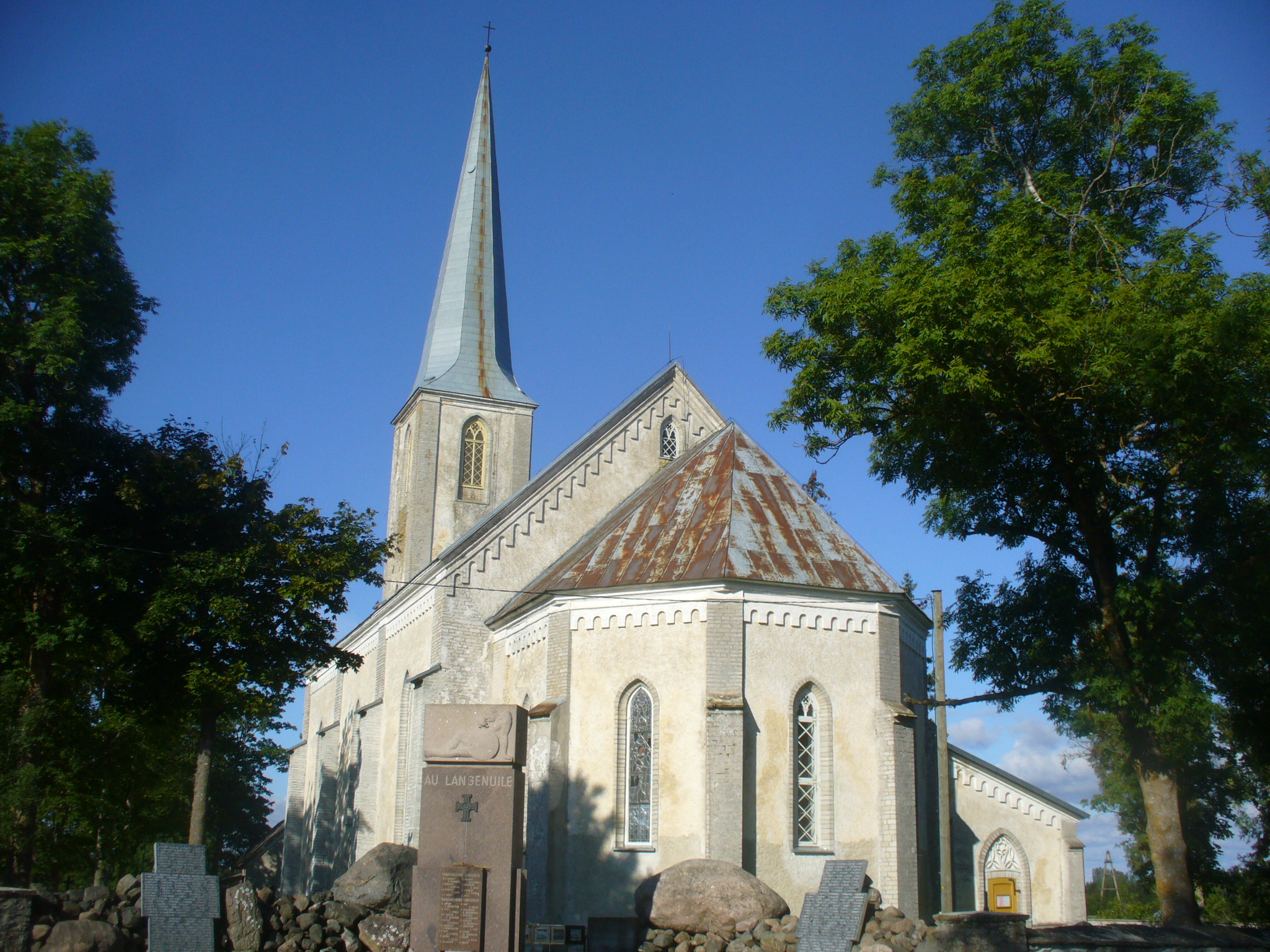
Лютеранська кірха
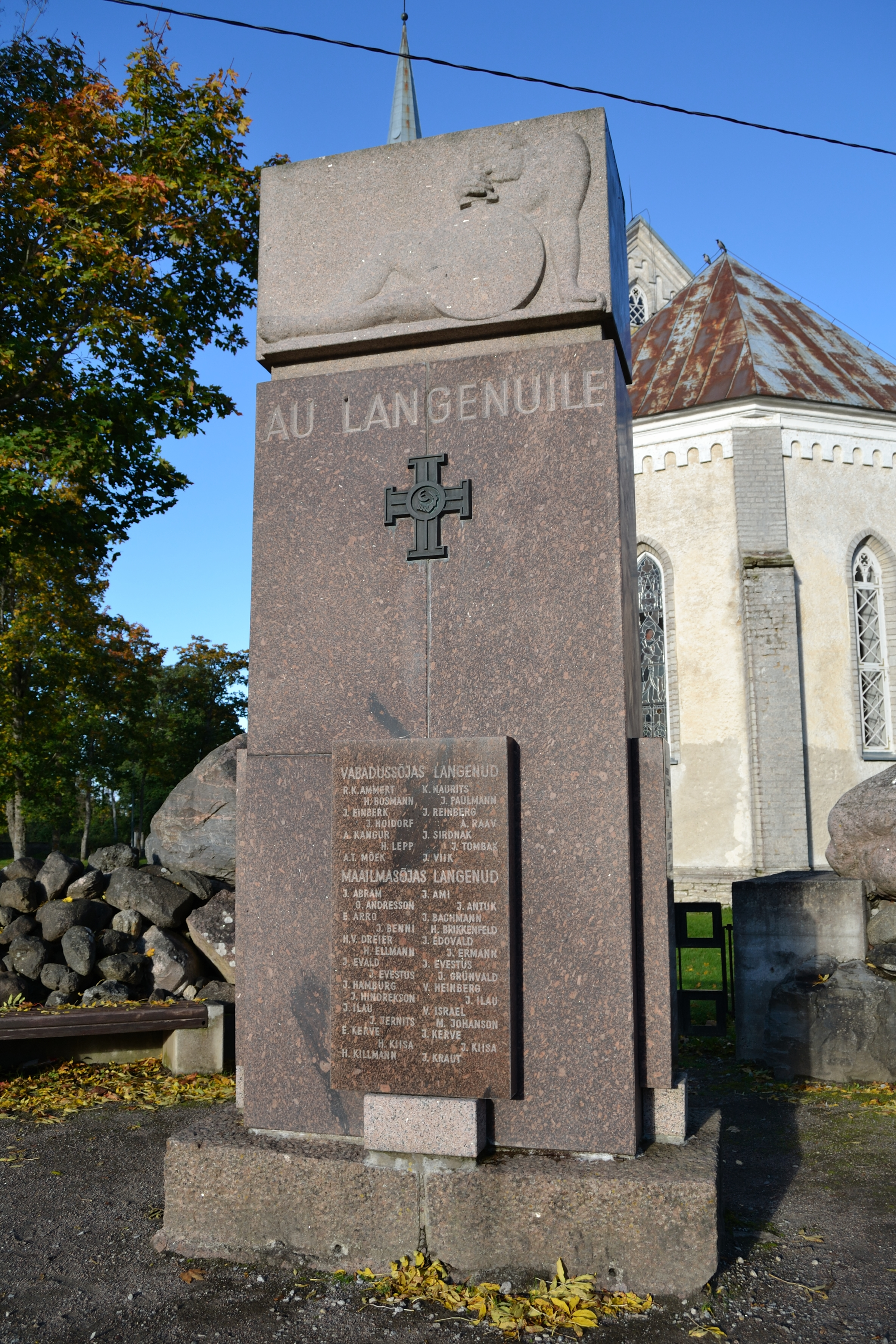
Пам'ятник героям війни за незалежність